# Zee Music Company
Zee Music Co. (ZMC) é uma empresa de música indiana, subsidiária da Zee Entertainment Enterprises. Ela realiza suas atividades principalmente a partir de Nova Deli. A empresa capturou uma grande fatia do mercado de música de Bollywood em um curto período de tempo.

## História
A Zee Entertainment Enterprises inicialmente entrou no mercado de distribuição musical com a Zee Records. Seu primeiro filme foi Gadar: Ek Prem Katha. Posteriormente, foi estabelecida a Zee Records Home Video. Durante o lançamento da empresa em 2014, Punit Goenka, CEO e Diretor Executivo da Zee Music Company, empresa-mãe da Zee Music Company, declarou: "a indústria da música é um campo vasto e há espaço para explorar essa oportunidade no mercado. A tecnologia também se tornou um fator transformador importante, e as receitas digitais estão impulsionando o crescimento. Como somos uma empresa de conteúdo, é essencial possuir propriedade intelectual, pois o conteúdo é rei."
Em 2022, a Zee Music Company encerrou seu contrato de licenciamento com o serviço de streaming de música Gaana, tornando indisponíveis os álbuns afetados. Em 21 de março de 2023, todos os álbuns distribuídos pela Zee Music Company foram removidos do Spotify após falhas nas negociações para renovação dos acordos de licenciamento.

## Controvérsia
Sonu Nigam alegou que foi banido pela Zee Network após ter feito um tweet em apoio ao político Kumar Vishwas.